# Lucjusz Cyrenejczyk
Lucjusz Cyrenejczyk (ur. ?, zm. ?) – święty katolicki, biskup.
Święty Łukasz wymienia go jako biskupa Cyreny. Zaliczany jest do proroków i nauczycieli Kościoła w Antiochii. Jego imię wymieniają Dzieje Apostolskie „W Antiochii, w tamtejszym Kościele, byli prorokami i nauczycielami: Barnaba i Szymon, zwany Niger, Lucjusz Cyrenejczyk i Manaen, który wychował się razem z Herodem tetrarchą, i Szaweł.”(Dz 13.1 BT).
Jego wspomnienie liturgiczne w Kościele katolickim obchodzone jest 6 maja.